# Skyline de New York
Pour les articles homonymes, voir Skyline et New York (homonymie).
La ligne d’horizon de New York (en anglais New York skyline) est un ensemble de point de vue panoramique urbain emblématique de Manhattan et de New York, aux États-Unis, symboles du rêve américain, avec entre autres Ellis Island et la statue de la Liberté.

## Histoire

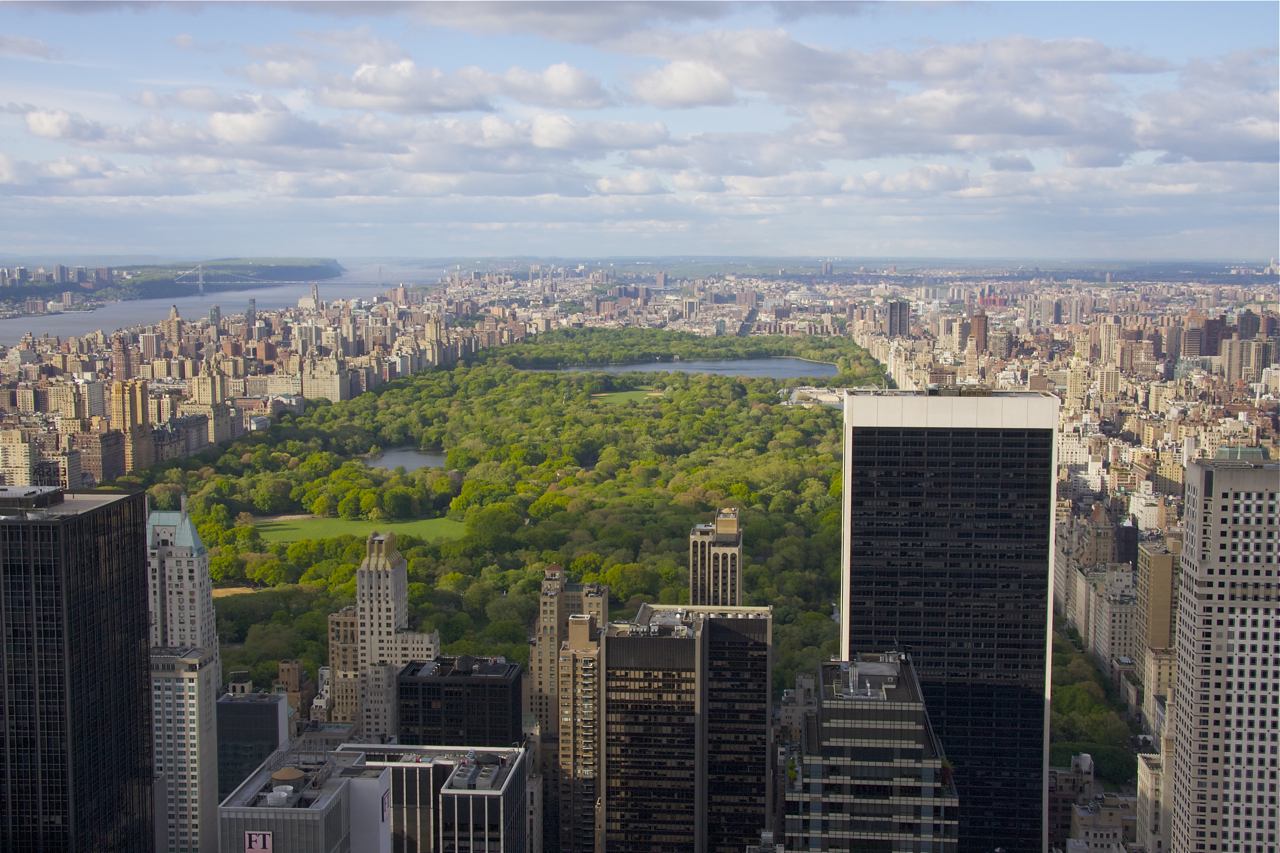
Central Park et skyline vus depuis le Rockefeller Center de Manhattan.

Les lignes d’horizon skylines panoramiques des gratte-ciels de l'histoire de New York, sont des vues et thèmes artistiques de photographies (de jour et de nuit) parmi les plus célèbres, emblématiques, et pittoresques des États-Unis, avec un des plus importants ensembles du monde de plus de 200 gratte-ciel de plus de 150 m de haut (liste des plus hautes constructions de New York) ,. Elles sont observables depuis de nombreux points d'observation touristiques publics, dont ,,, ,:

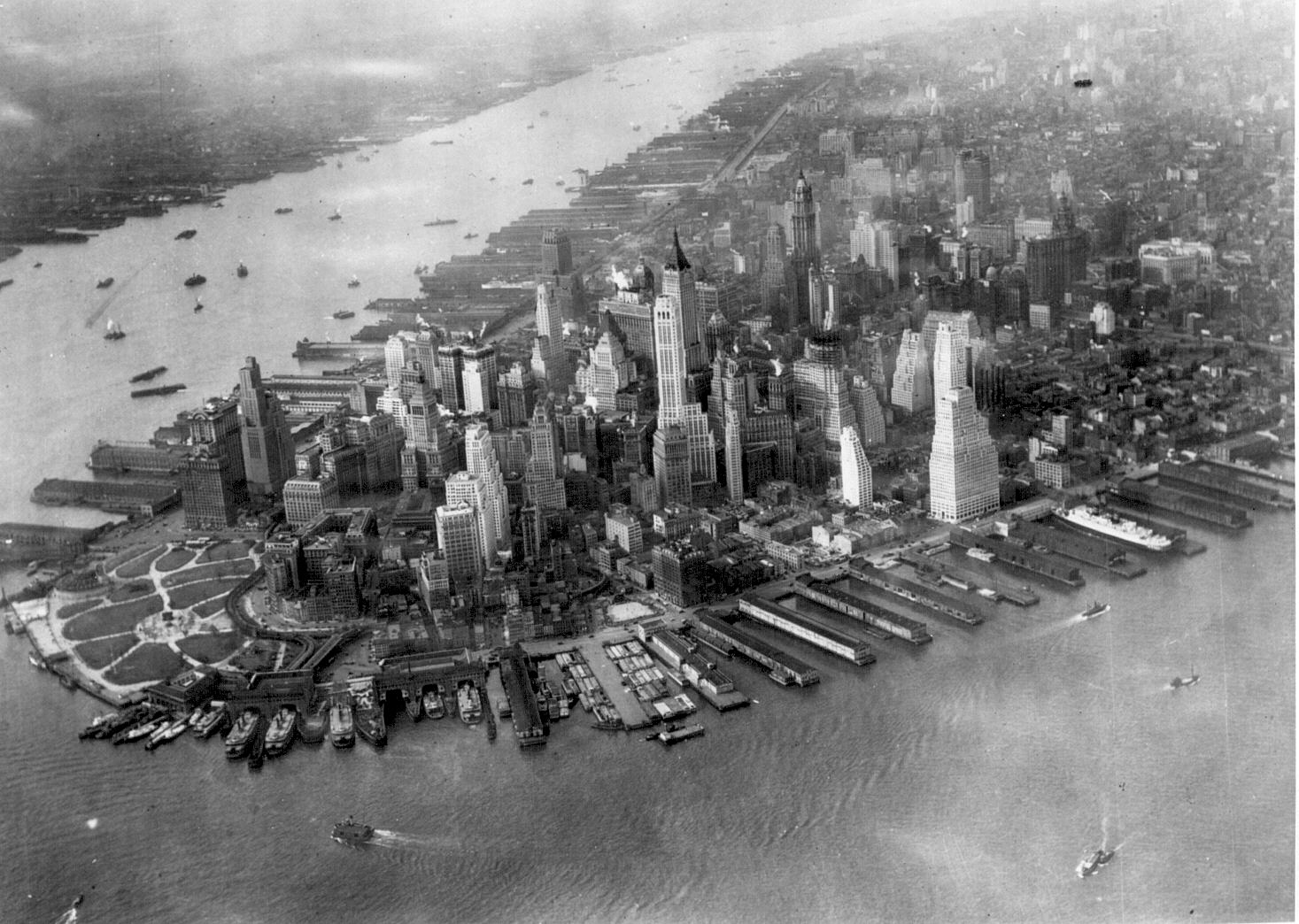
Vue aérienne en 1931
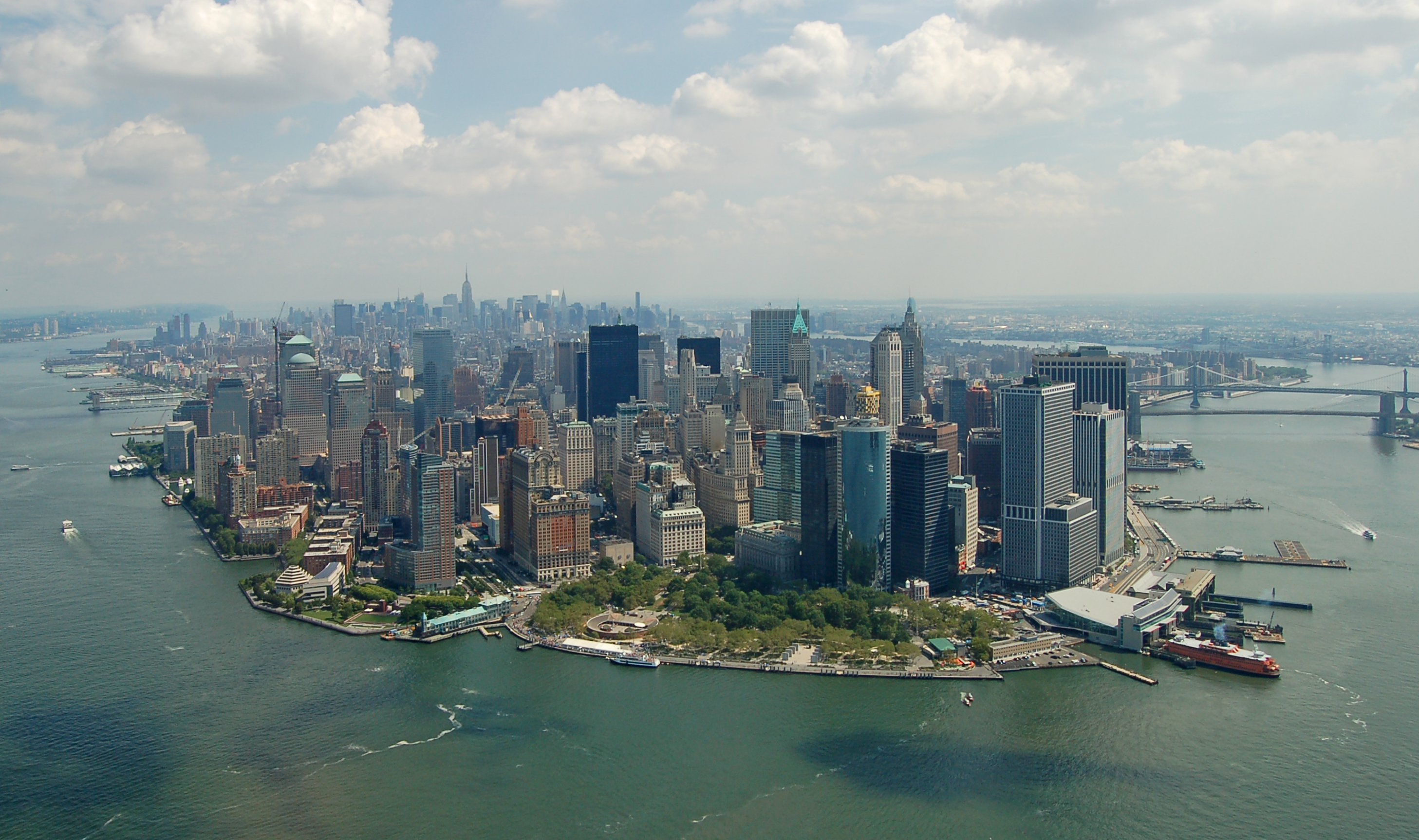
vue aérienne
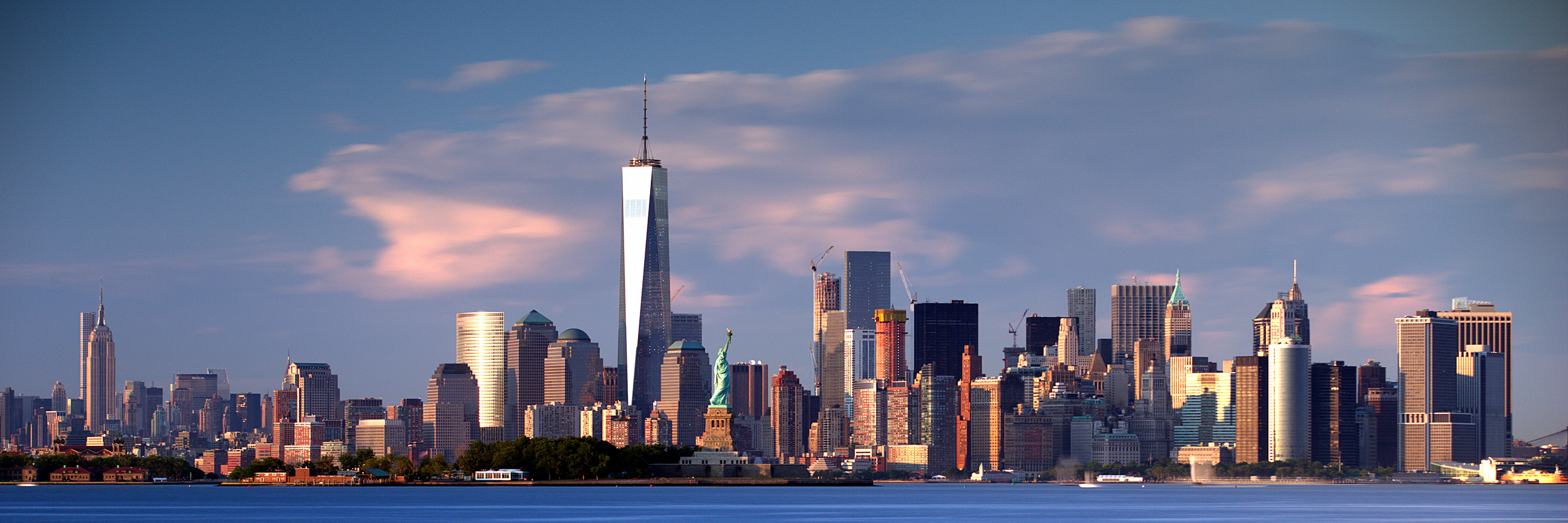
Skyline de Manhattan

## Vues de l'extérieur
- depuis la statue de la Liberté de Liberty Island, ou Governors Island, ou Ellis Island, à l'embouchure de l'Hudson[9] .
- depuis de nombreux parcs de Brooklyn, ou Hoboken, ou New Jersey, des bords d'East River, dont Brooklyn Bridge Park...
- depuis de nombreux bateaux et ferrys, dont les ferry de Staten Island, ou NYC Ferry (en)...
- depuis les pont de Manhattan, pont de Brooklyn, ou pont de Williamsburg...
- depuis le téléphérique Roosevelt Island Tramway.

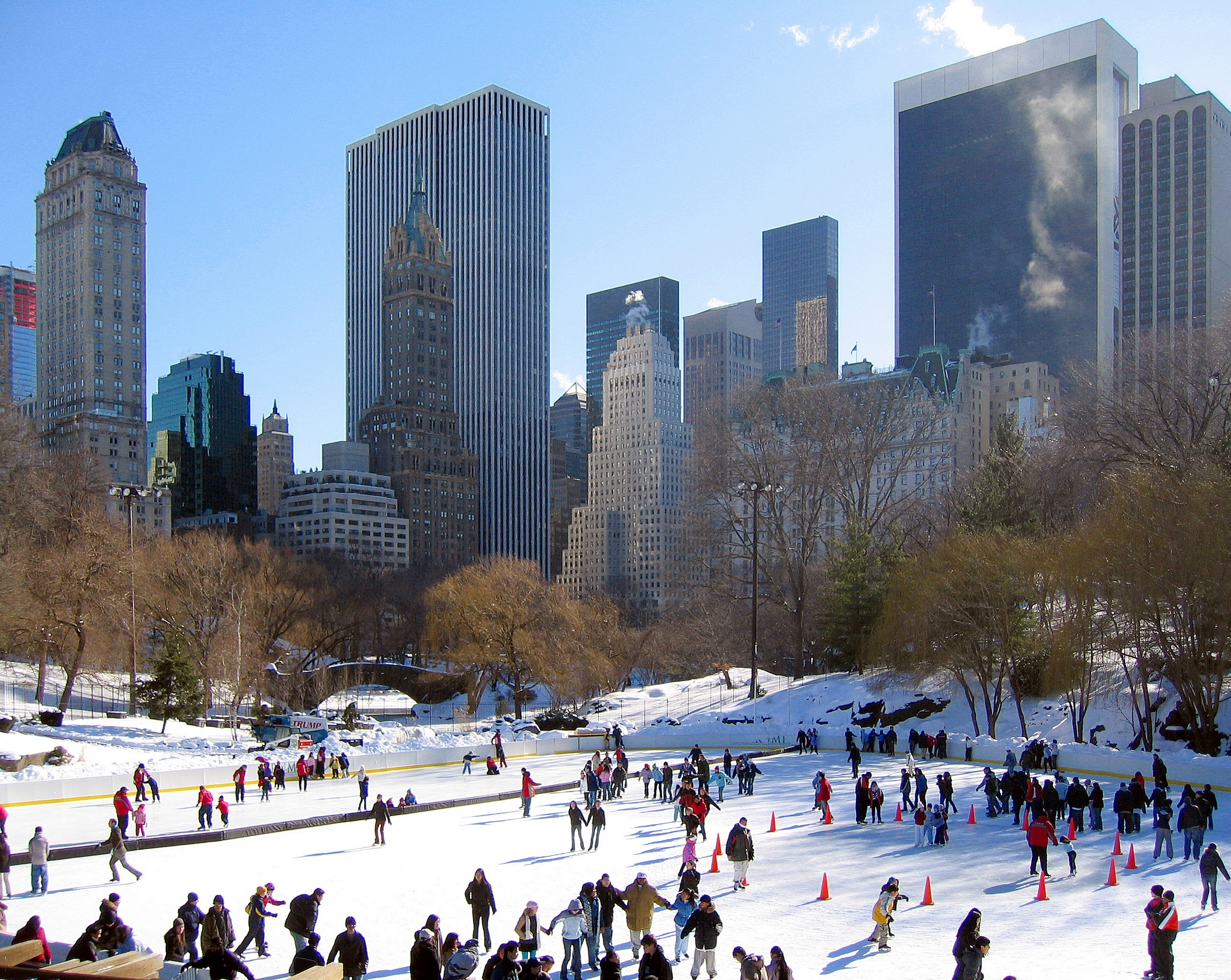
Patinoire Wollman de Central Park
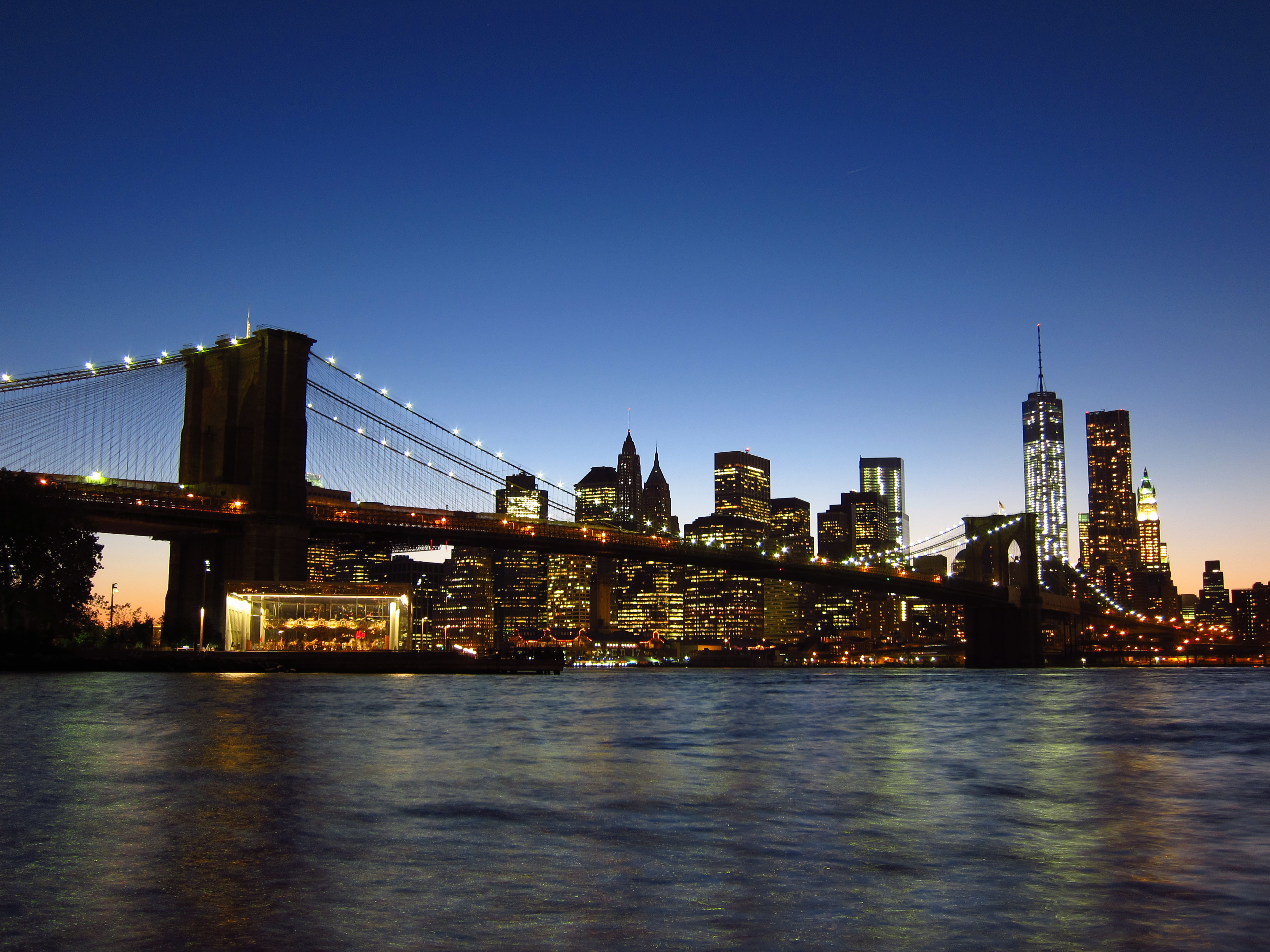
pont de Brooklyn de nuit
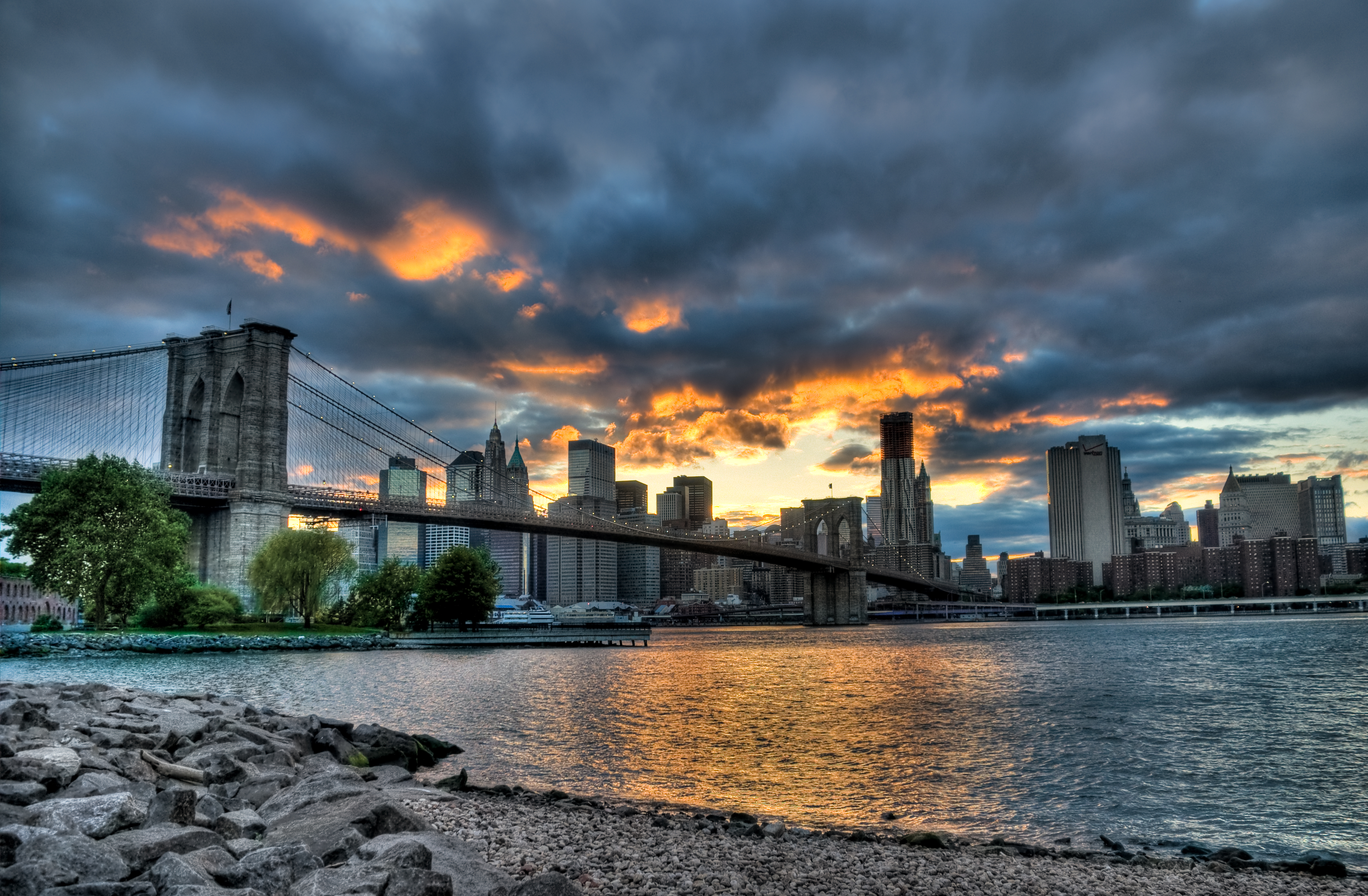
pont de Brooklyn
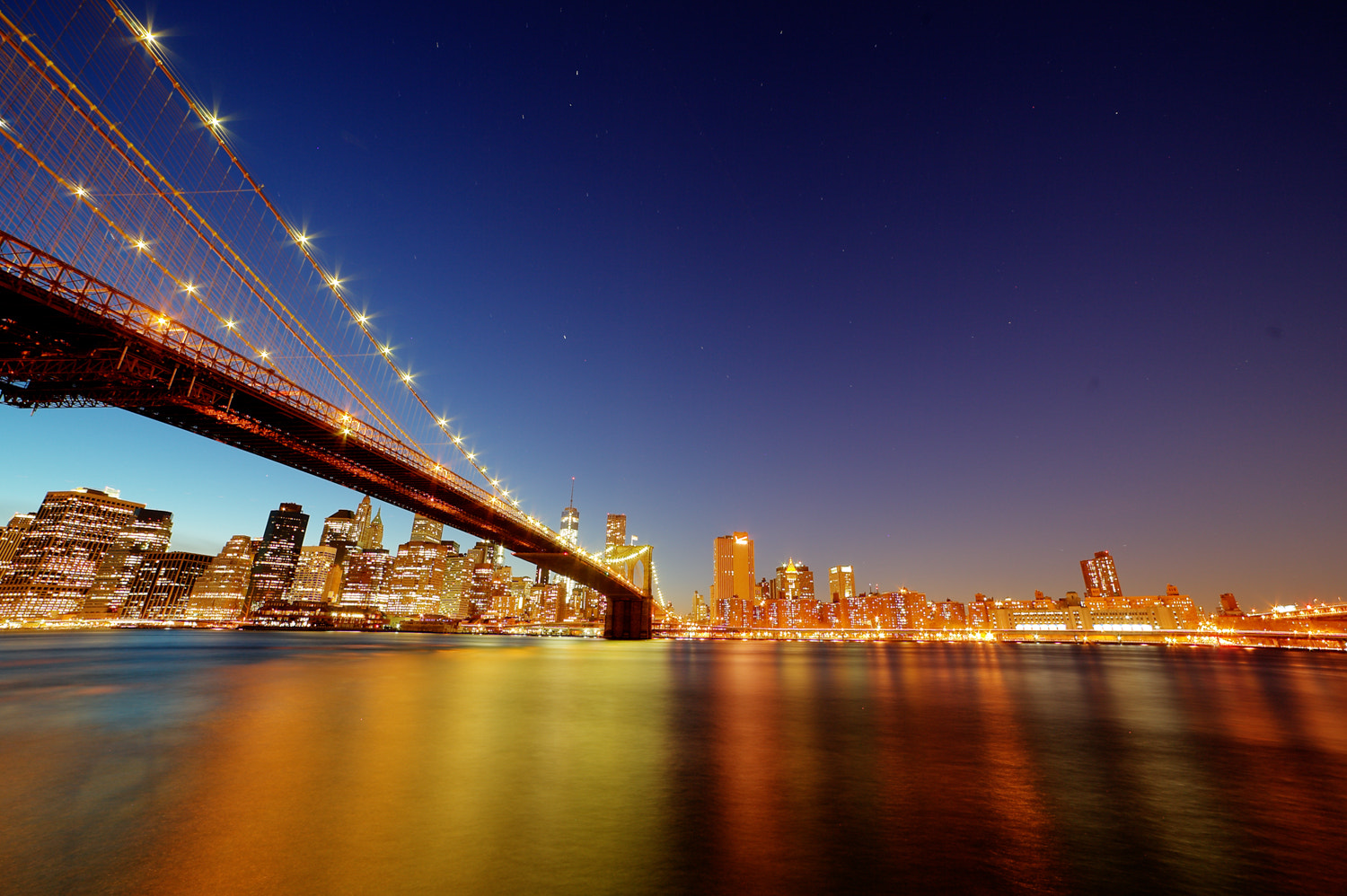
pont de Brooklyn
depuis les toits du Metropolitan Museum of Art de New York
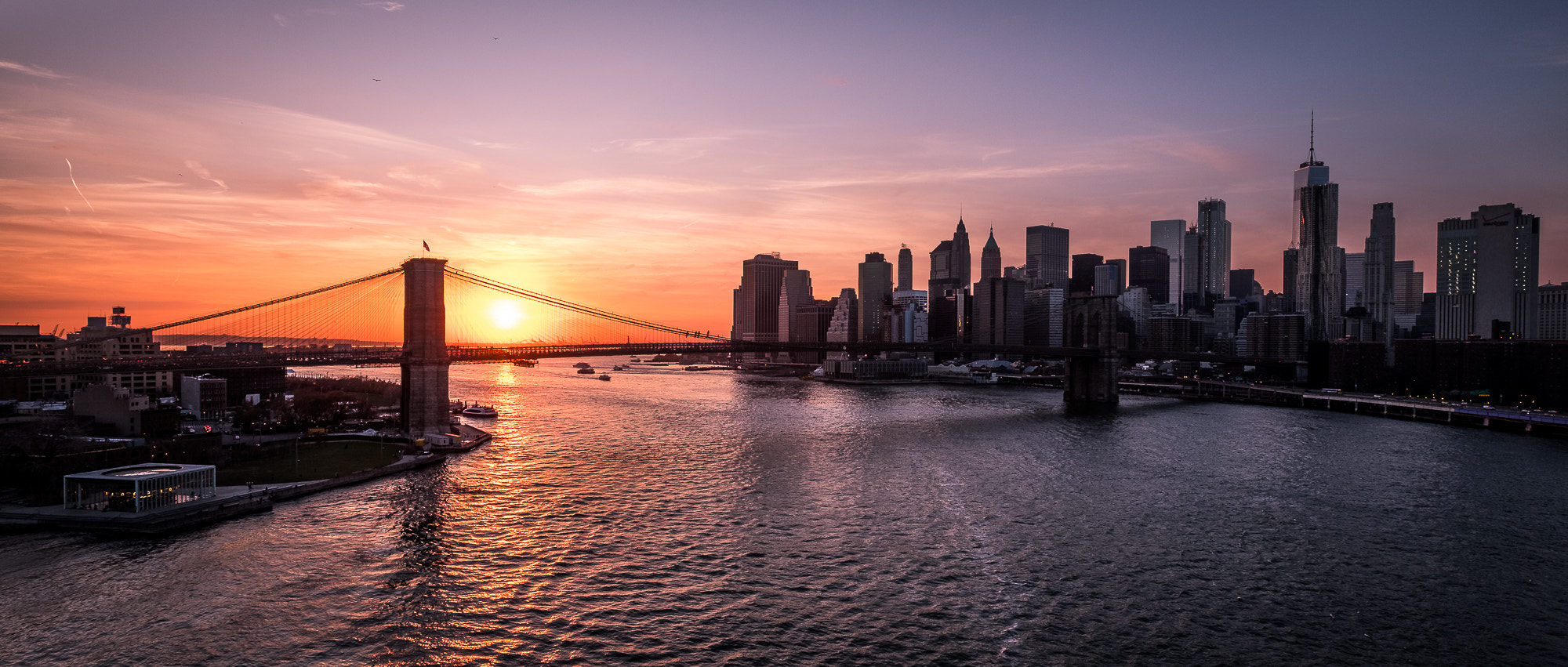
coucher de soleil
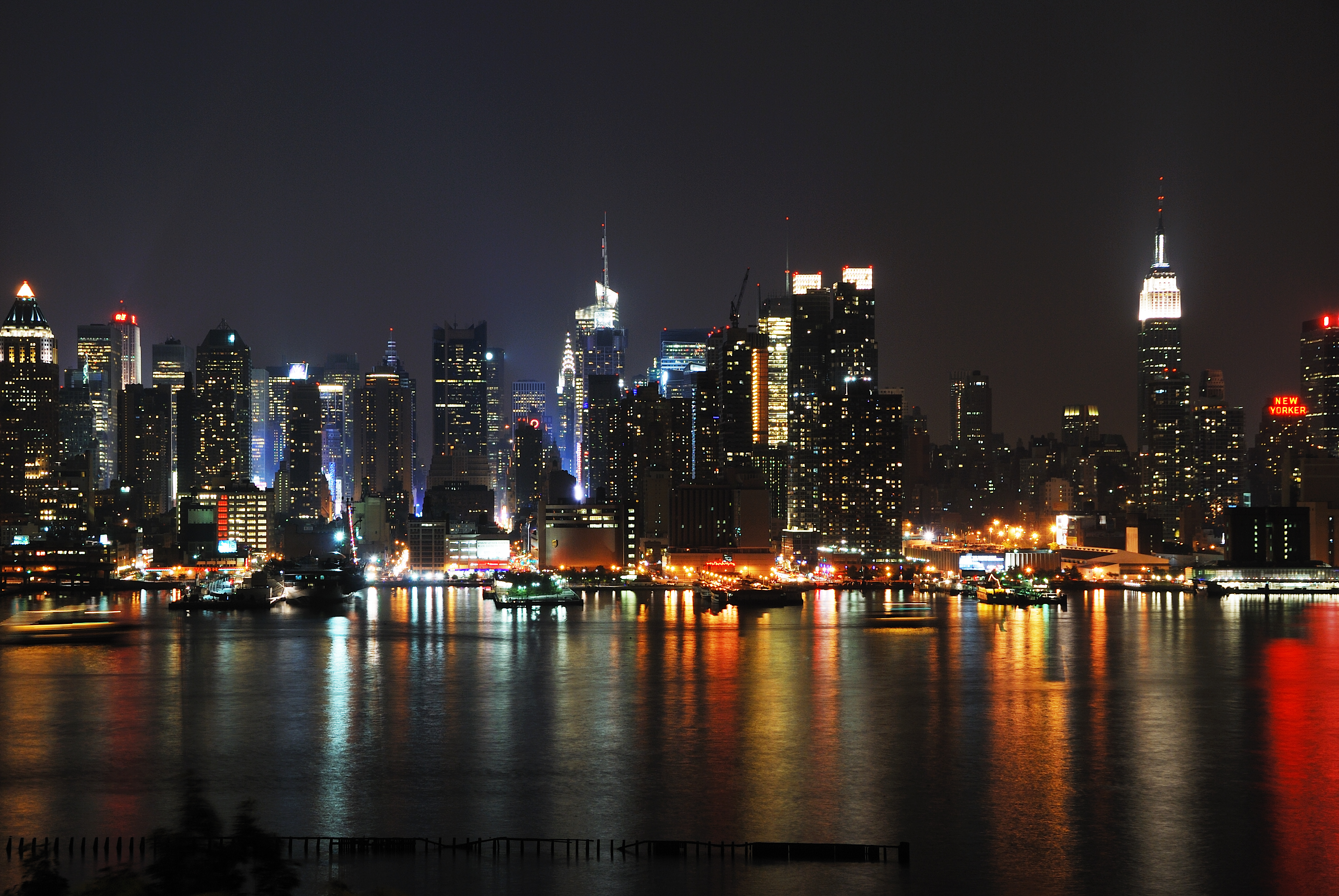
de nuit

## Vues de l’intérieur

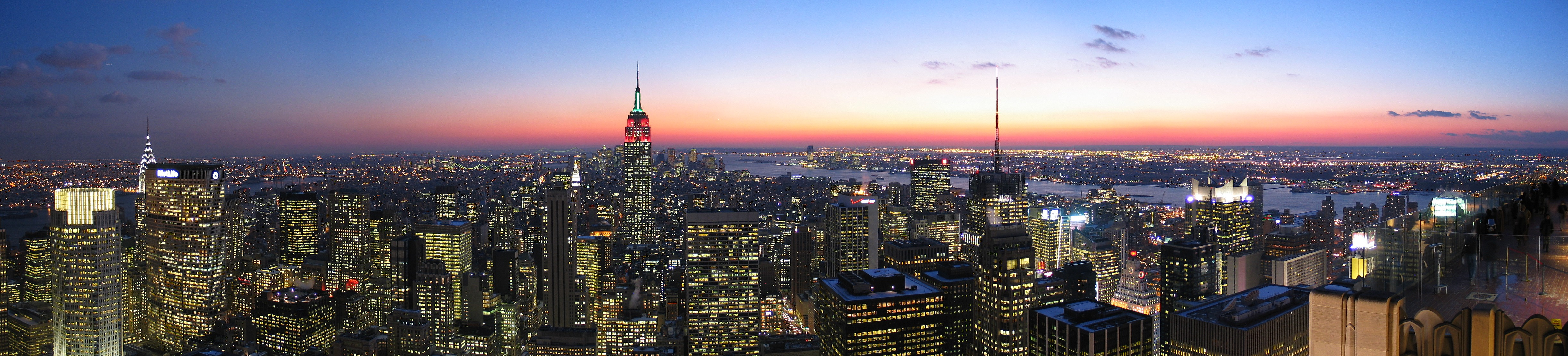
New York Midtown (Manhattan) Skyline depuis le One World Trade Center, de nuit

- depuis la terrasse d’observation à 360° du 86e étage de l'Empire State Building
- depuis le restaurant panoramique ONE Dine du 101e étage du One World Trade Center[10]
- depuis les plates formes Top of the Rock des 67e, 69e, et 70e étages du Comcast Building du Rockefeller Center
- depuis Central Park, ses lacs, et sa patinoire Wollman d'hivers
- depuis les toits du Metropolitan Museum of Art de New York

New York Midtown (Manhattan) Skyline depuis le One World Trade Center
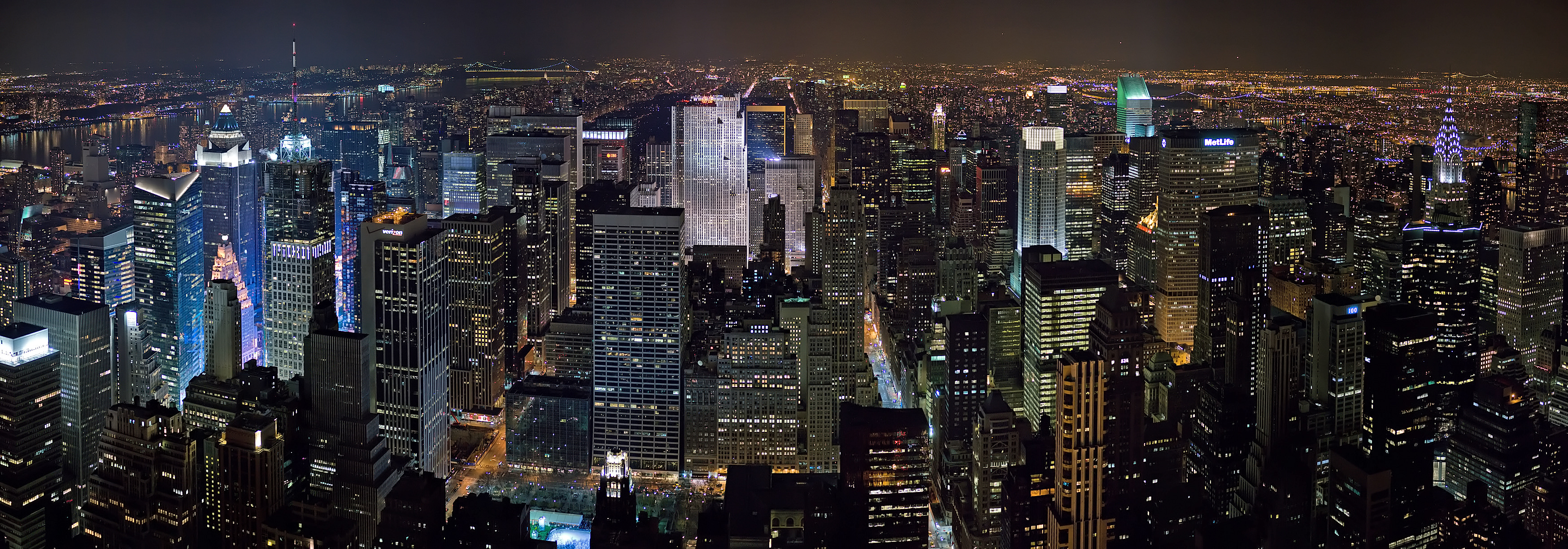
depuis l'Empire State Building

## Vues du ciel

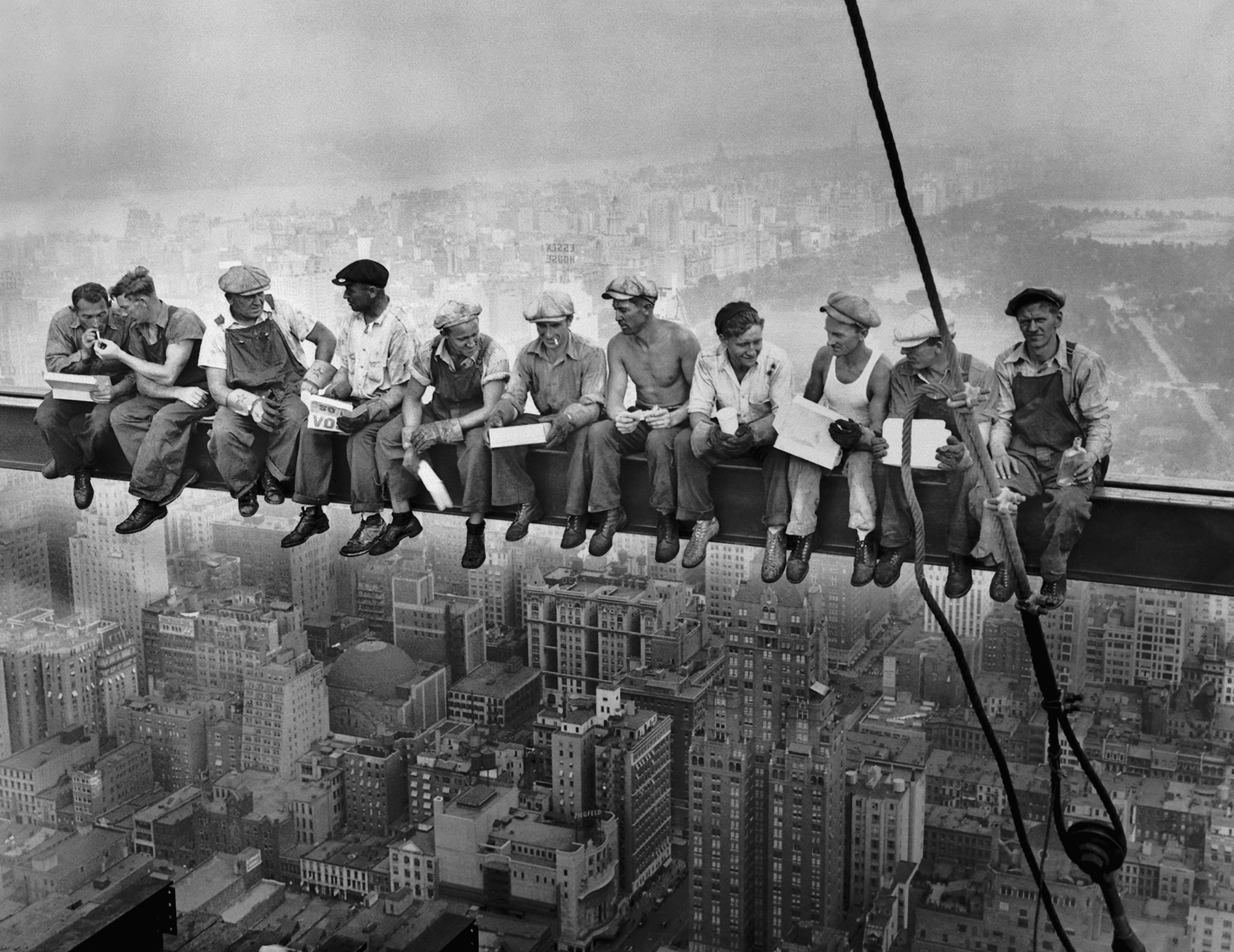
Célèbre photographie de 1932, Lunch atop a Skyscraper (Déjeuner au sommet d'un gratte ciel, devant Central Park) de Charles Clyde Ebbets.

- Depuis des avions ou hélicoptères[11],[12]...

## Au cinéma
- 1979 : Manhattan, de Woody Allen, avec Woody Allen et Diane Keaton, au début du film sur fond de musique Rhapsody in Blue de George Gershwin[13].
- 2005 : King Kong, de Peter Jackson[14],[15].

## Photographies célèbres
- 1932 : Lunch atop a Skyscraper (déjeuner au sommet d'un gratte ciel, devant Central Park), de Charles Clyde Ebbets.

## Musique
- 1986 : Manhattan Skyline (song) (en), du groupe a-ha.
- 1998 : le clip de Tu m'oublieras, de Larusso est tourné sur le toit d'un gratte-ciel de la skyline de New York[16].
- 2014 : le groupe U2 interprète son titre Invisible sur fond de Skyline de New York, lors de l'émission The Tonight Show de Jimmy Fallon[17].